# Герцик Павло Семенович
Павло́ Семе́нович Ге́рцик (? — 1699) — представник козацької старшини, полтавський полковник часів Гетьманщини, тесть Пилипа Орлика.

## Життєпис
Згідно з запискою ґенерального судді Війська Запорозького Василя Кочубея на ім'я Пилипа Орлика у 1708 році, його батько — юдей-торговець з Умані, який прийшов до Полтави напередодні повстання Богдана Хмельницького. Під час винищення одноплемінників заявив, що є охрещеним. Мати після смерті батька стала дружиною Петра Забіли — генерального судді часів Івана Брюховецького.
Ставши полтавським полковником, підписувався як «Павло Семенович», не вживаючи прізвище батька.
Був урочисто похований у Києві.

### Сім'я
Дружина — Ірина Яблонська. Діти:
- Григорій — один з найвідданіших прибічників гетьманів України Івана Мазепи і Пилипа Орлика, відповідальний за перевезення тіла Івана Мазепи з Бендер до Галаца, де гетьмана й поховали;
- Іван і Опанас (разом із братом Григорієм) супроводжували Мазепу та Орлика у вигнанні;
- Ганна — дружина Пилипа Орлика.